# Emmauskirche (Schwarzenberg)

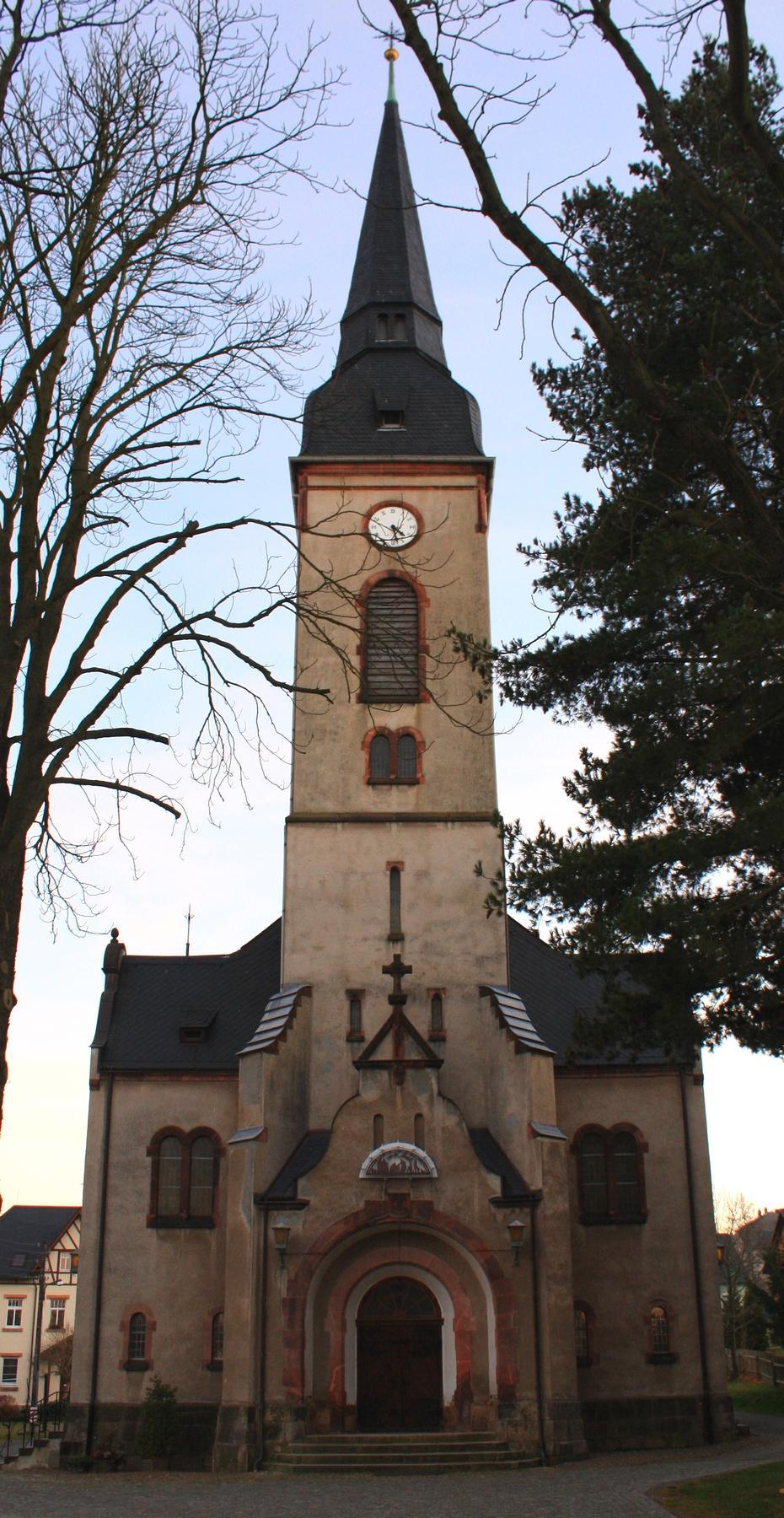
Emmauskirche in Schwarzenberg, Ortsteil Neuwelt

Die Emmauskirche ist eine evangelisch-lutherische Kirche im Schwarzenberger Stadtteil Neuwelt im Erzgebirgskreis. Sie wurde 1900–1901 erbaut und steht unter Denkmalschutz. Benannt ist die Kirche nach dem biblischen Ort Emmaus.

## Geschichte
Aufgrund des Bevölkerungswachstums in Neuwelt, dessen Bewohner nach Beierfeld eingepfarrt waren und zu den wöchentlichen Gottesdiensten einen relativ weiten, bergigen Weg zur Kirche nehmen mussten, wurde der Antrag gestellt, die Gottesdienste künftig in einem eigenen Raum im Schulgebäude abhalten zu dürfen. 1895 wurde dieser Antrag vom Konsistorium genehmigt. Nachdem in Neuwelt zunächst ein Hilfsgeistlicher die Gemeindearbeit übernommen hatte, wurde dessen Stelle im Jahre 1897 in ein eigenes Pfarramt umgewandelt.
Am 24. August 1900 fand der erste Spatenstich für den Bau einer eigenen Kirche in Neuwelt unweit der späteren Bundesstraße 101 statt. 
Die im neoromanischen Stil nach Entwürfen des Dresdner Architekten Woldemar Kandler erbaute Emmauskirche wurde am 28. Oktober 1901 nach nur 14 Monaten Bauzeit geweiht. Die Baukosten betrugen ca. 110.000 Mark. Am 7. November 1926 fand die 25-jährige Jubelfeier in der Emmauskirche statt.

## Ausstattung
Es handelt sich um eine Saalkirche in freier Anlehnung an ältere Renaissanceformen, in gestalterischen Details ist der zeitgenössische Jugendstil erkennbar.
Die Orgel stammt von der Firma Hermann Eule Orgelbau Bautzen. Die Farbverglasungen der Kirchenfenster fertigte die Werkstatt Urban & Goller in Dresden. Im Inneren verfügt die Emmauskirche über zahlreiche Wand- und Deckenmalereien sowie Schnitzereien von Handwerkern aus dem sächsischen Erzgebirge. Die Kanzel ruht auf einem künstlerisch gestalteten Baumstamm.
Der Kirchturm ist 50 Meter hoch. In ihm befindet sich das Gussstahl-Geläut.
In den Jahren 1951/1952 fand eine größere Renovierung des Innenraums statt.

## Geläut
Das Geläut besteht aus drei Bronzeglocken, der Glockenstuhl wurde 2011 erneuert und ist aus Holz gefertigt.
Im Folgenden eine Datenübersicht des Geläutes:
| Nr. | Gussdatum | Gießer                    | Durchmesser | Masse   | Schlagton |
| --- | --------- | ------------------------- | ----------- | ------- | --------- |
| 1   | 2011      | Glockengießerei R. Perner | 1210 mm     | 1185 kg | e′        |
| 2   | 2011      | Glockengießerei R. Perner | 948 mm      | 580 kg  | gis′      |
| 3   | 2011      | Glockengießerei R. Perner | 830 mm      | 417 kg  | h′        |

## Kirchgemeinde
Die Emmauskirchgemeinde Schwarzenberg-Neuwelt ist heute eine Schwesterkirche der St.-Georgen-Kirche in Schwarzenberg. Seit 1907 besteht der Posaunenchor „Emmaus“, der von Pfarrer Johannes Seyfferdt gegründet wurde.

## Trivia
Im 2009 erschienenen Roman Im Spinnhaus von Kerstin Hensel ist die Emmauskirche in Neuwelt einer der Schauplätze der Handlung.